# دنت یانگ
دنت یانگ (انگلیسی: Dannette Young؛ زادهٔ ۶ اکبر ۱۹۶۴) دونده اهل ایالات متحده آمریکا بود.
وی در مسابقات کشوری و بین‌المللی در مجموع برندهٔ ۱ مدال طلا، ۱ مدال نقره شده‌است.